# معاملة المثليين في الجزائر
يعتبر النشاط الجنسي بين الأشخاص من نفس الجنس غير قانوني في الجزائر. يواجه الأشخاص من مجتمع المثليين وصمة عار بين السكان. كما أن المنازل التي يعيش فيها الشركاء المثليون غير مؤهلة للحصول على نفس الحماية القانونية المتاحة للأزواج المغايرين، مع وجود عدة تقارير تتحدث عن مستوى عالي من التمييز والانتهاكات ضد مجتمع المثليين.[بحاجة لمصدر]

## القوانين الجنائية
يعتبر ارتكاب فعلة الشذوذ الجنسي أمر غير قانوني في الجزائر ويُعاقب عليه القانون بحسب المادة رقم 338 من قانون العقوبات: «كل من ارتكب فعلا من أفعال الشذوذ الجنسي على شخص من نـفـس جنسه يعاقب بالحبس من شهرين إلى سنتين وبغرامة مـن 500 إلى 2000 دينار. وإذا كان أحد الجناة قاصرا لم يكمل الثامنة عشرة فيجوز أن تزاد عقوبة البالغ إلى الحبس لمدة ثلاث سنوات وإلى غرامة 10000دينار.»:131
وتنص المادة 333 من قانون العقوبات الجزائري على ما يلي:«يعاقب بالحبس من شهرين إلى سنتين وبغرامة من 500 إلى 2000 دج كل من ارتكب فعلا علانيا مخلا بالحياء. وإذا كان الفعل العلني المخل بالحياء من أفعال الشذوذ الجنسي ارتكب ضد شخص من نفس الجنس تكون العقوبة بالحبس من ستة أشهر إلى ثلاث سنوات وبغرامة من 1000 إلى 10.000دج.»:129
تنبع القوانين المجرمة من العادات السائدة في الجزائر التي تنظر إلى المثلية الجنسية وشهوة الملابس المغايرة على كونها مخالفة للعقيدة الإسلامية.[إخفاق التحقق]

## ظروف الحياة
يعتبر الموقف الاجتماعي السائد تجاه مجتمع المثليين سلبي بشكل علني، ويصل حتى للعنف. لا يعترف القانون أو يحترم الحقوق المدنية للأشخاص من مجتمع المثليين. رسميا، لا توجد مؤسسات صديقة للمثليين ولا يسمح لأي تنظيم سياسي بالقيام بحملات من أجل حقوق المثليين.[الاستشهاد غير موجود]
من أمثلة جرائم الكراهية ضد المثليين جنسيا رجم رجلين في الشارع عام 2001 وقتل رجلين مثليين، مِن قِبَل مقاتلين من الجماعة الإسلامية المسلحة  واحد في عام 1994 وآخر في عام 1996.
تنتهي معظم محاولات للاحتفال الرمزي بزواج المثليين في عمل الشرطة طبقًا للقوانين، كما كان الحال في محاولة فاشلة عام 2005.
يعتبر المجتمع الجزائري مجتمع مُحافظا، أين يوجد رهاب المثلية بشكل واضح في الجزائر،[وفقًا لِمَن؟] [مِن قِبَل مَن؟]
ويوجد مغنيين مثليين مشهورين جداً في الجزائر على رأسهم الشاب عبدو وهواري منار.[بحاجة لمصدر]
تعتبر حادثة مقتل الطالب «أصيل بلالطة» لاشتباهه في كونه مثلي الجنس سنة 2019 من جرائم الكراهية ضد المثليين،[تحليل شخصي] حيث تم قتل الطالب في غرفته في الحي الجامعي وكتابة عبارة «هو مثلي» علي الحائط بدمه، ظنا من القاتل أن مثلية المقتول سوف تجنبه المتابعة القضائية.
ألهب موت مغني الراي المثلي هواري منار وسائل التواصل الاجتماعي، مع وجود عدة تعليقات معادية للمثلية.[مصدر منحاز]
تعيش مثليات الجنس في الجزائر كأغلب الدول الإسلامية في سرية تامة، حيث يعانين من ضغط رهيب من الأسرة والمجتمع للزواج ضد رغبتهن.[بحاجة لتوضيح][بحاجة لمصدر]

## ملخص
| قانونية النشاط الجنسي المثلي                                                                  | (العقوبة: غرامة والسجن حتى لمدة 3 سنوات) |
| المساواة في السن القانوني للنشاط الجنسي                                                       | No                                       |
| قوانين مكافحة التمييز في التوظيف                                                              | No                                       |
| قوانين مكافحة التمييز في توفير السلع والخدمات                                                 | No                                       |
| قوانين مكافحة التمييز في جميع المجالات الأخرى (تتضمن التمييز غير المباشر، خطاب الكراهية)      | No                                       |
| قوانين مكافحة أشكال التمييز المعنية بالهوية الجندرية                                          | No                                       |
| زواج المثليين                                                                                 | No                                       |
| الاعتراف القانوني بالعلاقات المثلية                                                           | No                                       |
| تبني أحد الشريكين للطفل البيولوجي للشريك الآخر                                                | No                                       |
| التبني المشترك للأزواج المثليين                                                               | No                                       |
| يسمح للمثليين والمثليات ومزدوجي التوجه الجنسي والمتحولين جنسيا بالخدمة علناً في القوات المسلحة | No                                       |
| الحق بتغيير الجنس القانوني                                                                    | No                                       |
| علاج التحويل محظور على القاصرين                                                               | No                                       |
| الحصول على أطفال أنابيب للمثليات                                                              | No                                       |
| الأمومة التلقائية للطفل بعد الولادة                                                           | No                                       |
| تأجير الأرحام التجاري للأزواج المثليين من الذكور                                              | (غير قانوني للأزواج المغايرين كذلك)      |
| السماح للرجال الذين مارسوا الجنس الشرجي التبرع بالدم                                          | No                                       |